# Who Am I This Time?
Pour plus de détails, voir Fiche technique et Distribution.
Who Am I This Time? est un téléfilm américain réalisé par Jonathan Demme, diffusé en 1982 dans le cadre de l'anthologie American Playhouse (en).

## Synopsis
Harry Nash combat sa timidité en faisant du théâtre et se transforme totalement sur scène. Il est engagé pour jouer le rôle de Stanley Kowalski dans une adaptation d'Un tramway nommé Désir. Helene Shaw, de passage en ville, auditionne pour le rôle de Stella Kowalski et l'obtient. Elle tombe amoureuse de la personnalité que Nash est sur scène en ignorant qu'il est totalement différent dans la vraie vie.

## Fiche technique
- Réalisation : Jonathan Demme
- Scénario : Neal Miller, d'après la nouvelle de Kurt Vonnegut
- Photographie : Paul Vombrack
- Montage : Marc Leif
- Musique : John Cale
- Société de production : Rubicon Film Productions Ltd
- Pays d'origine :  États-Unis
- Langue originale : anglais
- Format : couleur - 1,33:1 - son monophonique
- Genre : comédie dramatique
- Durée : 60 minutes
- Dates de diffusion : 
  -  États-Unis : 2 février 1982 sur PBS

## Distribution
- Susan Sarandon : Helene Shaw
- Christopher Walken : Harry Nash
- Robert Ridgely : George Johnson
- Dorothy Patterson : Doris
- Aaron Freeman : Andrew
- Caitlin Hart : Lydia
- Mike Bacarella : le metteur en scène

## Accueil critique
Le téléfilm a reçu de bonnes critiques du New York Times, qui évoque une « adaptation touchante » et de Time Out, pour qui c'est un « vrai délice » avec deux excellents interprètes principaux.